# Dalvík/Reynir
Dalvík/Reynir is een voetbalclub uit Dalvík, in het noorden van IJsland. De club is opgericht in 2006.

## Geschiedenis
Nadat de samenwerking tussen Leiftur en UMFS Dalvík werd verbroken, was de weg vrij voor Reynir Árskógsströnd om de samenwerking aan te gaan met laatstgenoemde en vormde zo Dalvík/Reynir. De club startte in de 3. deild karla, de vierde klasse, maar promoveerde in 2007 voor het eerst naar de 2. deild karla. In 2015 degradeerde de club.
Op het veld van Dalvík/Reynir werd in 2021 en 2022 enkele wedstrijden in de Úrvalsdeild gespeeld. De accommodatie van KA werd verbouwd, deze ploeg week daarom uit naar Dalvík.  